# Vicko Ševelj
Vicko Ševelj (Ragusa, 19 settembre 2000) è un calciatore croato, difensore del Dundee Utd.

## Carriera

### Club
Cresciuto nei settori giovanili del GOŠK Dubrovnik e dell'Hajduk Spalato, il 24 marzo 2018 debutta con l'Hajduk Spalato II in occasione della sconfitta di 2. HNL contro il Novigrad (0-1). Debutta in prima squadra il 20 aprile 2021, subentra a Dino Skorup nella trasferta di campionato pareggiata 1-1 contro il Slaven Belupo.
Il 19 giugno dello stesso anno, dopo aver raccolto solo tre presenza con l'Hajduk, firma da svincolato un contratto triennale con il Sarajevo. Il 25 settembre fa il suo esordio Bordo-Bijeli, subentra a Muharem Trako nella sconfitta di campionato per mano del Borac Banja Luka (1-0).
L'11 febbraio 2022 viene ceduto in prestito fino al termine della stagione all'Akron Togliatti, club militante nel campionato cadetto russo. 
Il 4 marzo seguente, il prestito si interrompe anticipatamente, senza che abbia collezionato presenze, a seguito della rescissione consensuale del contratto motivata dagli eventi legati al conflitto in Ucraina.
Nel mese di aprile viene ceduto in prestito al Radomlje, con cui debutta il 9 aprile nella partita casalinga di campionato pareggiata 1-1 contro l'Aluminij. Il 12 luglio, al termine del prestito, si accasa a titolo definitivo tra le file del club sloveno.
Il 19 giugno 2024, si trasferisce al Dundee Utd, firmando un contratto biennale con opzione di rinnovo per un ulteriore anno.
Debutta il 13 luglio, disputando da titolare in occasione della trasferta di Scottish League Cup persa contro il Falkirk (2-0). Il 4 agosto fa il suo esordio in campionato durante la stracittadina pareggiata 2-2 contro il Dundee. Il 2 gennaio 2025, sempre nella stracittadina contro il Dundee FC, trova la sua prima rete con la casacca dei Tangerines, contribuendo alla vittoria per 1-2.

### Nazionale
Il 16 novembre 2019 fa il suo debutto con la Croazia U-20, subentra al posto di Mario Vušković nell'amichevole vinta contro l'Albania (0-1).

## Statistiche

### Presenze e reti nei club
Statistiche aggiornate al 17 maggio 2025.
| Stagione                 | Squadra                  | Campionato               | Campionato | Campionato | Coppe nazionali | Coppe nazionali | Coppe nazionali | Coppe continentali | Coppe continentali | Coppe continentali | Altre coppe | Altre coppe | Altre coppe | Totale | Totale |
| Stagione                 | Squadra                  | Comp                     | Pres       | Reti       | Comp            | Pres            | Reti            | Comp               | Pres               | Reti               | Comp        | Pres        | Reti        | Pres   | Reti   |
| ------------------------ | ------------------------ | ------------------------ | ---------- | ---------- | --------------- | --------------- | --------------- | ------------------ | ------------------ | ------------------ | ----------- | ----------- | ----------- | ------ | ------ |
| 2017-2018                | Hajduk Spalato II        | 2.HNL                    | 1          | 0          |                 | -               | -               |                    | -                  | -                  |             | -           | -           | 1      | 0      |
| 2018-2019                | Hajduk Spalato II        | 2.HNL                    | 11         | 0          |                 | -               | -               |                    | -                  | -                  |             | -           | -           | 11     | 0      |
| 2019-2020                | Hajduk Spalato II        | 2.HNL                    | 14         | 0          |                 | -               | -               |                    | -                  | -                  |             | -           | -           | 14     | 0      |
| 2020-2021                | Hajduk Spalato II        | 2.HNL                    | 16         | 1          |                 | -               | -               |                    | -                  | -                  |             | -           | -           | 16     | 1      |
| Totale Hajduk Spalato II | Totale Hajduk Spalato II | Totale Hajduk Spalato II | 42         | 1          |                 | -               | -               |                    | -                  | -                  |             | -           | -           | 42     | 1      |
| 2020-2021                | Hajduk Spalato           | 1.HNL                    | 3          | 0          | CC              | 0               | 0               | UEL                | 0                  | 0                  |             | -           | -           | 3      | 0      |
| 2021-apr. 2022           | Sarajevo                 | PL                       | 5          | 0          | CB              | 1               | 0               | UECL               | 0                  | 0                  |             | -           | -           | 6      | 0      |
| apr.-giu. 2022           | Radomlje                 | 1.SNL                    | 7          | 0          |                 | -               | -               |                    | -                  | -                  |             | -           | -           | 7      | 0      |
| 2022-2023                | Radomlje                 | 1.SNL                    | 31         | 0          |                 | -               | -               |                    | -                  | -                  |             | -           | -           | 31     | 0      |
| 2023-2024                | Radomlje                 | 1.SNL                    | 29         | 0          | CS              | 2               | 0               |                    | -                  | -                  |             | -           | -           | 31     | 0      |
| Totale Radomlje          | Totale Radomlje          | Totale Radomlje          | 67         | 0          |                 | 2               | 0               |                    | -                  | -                  |             | -           | -           | 69     | 0      |
| 2024-2025                | Dundee Utd               | SP                       | 35         | 2          | CS+CdL          | 1+4             | 0               |                    | -                  | -                  |             | -           | -           | 40     | 2      |
| Totale carriera          | Totale carriera          | Totale carriera          | 152        | 3          |                 | 8               | 0               |                    | 0                  | 0                  |             | -           | -           | 160    | 3      |

### Cronologia presenze e reti in nazionale
| Cronologia completa delle presenze e delle reti in nazionale ― Croazia under 20 | Cronologia completa delle presenze e delle reti in nazionale ― Croazia under 20 | Cronologia completa delle presenze e delle reti in nazionale ― Croazia under 20 | Cronologia completa delle presenze e delle reti in nazionale ― Croazia under 20 | Cronologia completa delle presenze e delle reti in nazionale ― Croazia under 20 | Cronologia completa delle presenze e delle reti in nazionale ― Croazia under 20 | Cronologia completa delle presenze e delle reti in nazionale ― Croazia under 20 | Cronologia completa delle presenze e delle reti in nazionale ― Croazia under 20 |
| Data                                                                            | Città                                                                           | In casa                                                                         | Risultato                                                                       | Ospiti                                                                          | Competizione                                                                    | Reti                                                                            | Note                                                                            |
| ------------------------------------------------------------------------------- | ------------------------------------------------------------------------------- | ------------------------------------------------------------------------------- | ------------------------------------------------------------------------------- | ------------------------------------------------------------------------------- | ------------------------------------------------------------------------------- | ------------------------------------------------------------------------------- | ------------------------------------------------------------------------------- |
| 16-11-2019                                                                      | Elbasan                                                                         | Albania under 20                                                                | 0 – 1                                                                           | Croazia under 20                                                                | Amichevole                                                                      | -                                                                               | 32’                                                                             |
| 26-3-2021                                                                       | Zagabria                                                                        | Croazia under 20                                                                | 4 – 1                                                                           | Turchia under 20                                                                | Amichevole                                                                      | -                                                                               | 68’                                                                             |
| 4-6-2021                                                                        | Velika Gorica                                                                   | Croazia under 20                                                                | 1 – 0                                                                           | Qatar under 20                                                                  | Amichevole                                                                      | -                                                                               | 71’                                                                             |
| Totale                                                                          |                                                                                 | Presenze                                                                        | 3                                                                               |                                                                                 | Reti                                                                            | 0                                                                               |                                                                                 |